# Vlasta Parkanová
Vlasta Parkanová, rodným jménem Trnovcová (* 21. listopadu 1951 Praha) je česká politička, v letech 1997 až 2013 poslankyně Parlamentu České republiky, členka TOP 09 a bývalá členka KDU-ČSL a ODA. V minulosti zastávala funkce 1. místopředsedkyně vlády, ministryně obrany, ministryně spravedlnosti a v letech 2010–2012 byla také místopředsedkyní Poslanecké sněmovny Parlamentu ČR, když na funkci rezignovala ihned po zbavení poslanecké imunity na žádost policie.

## Před listopadem 1989
Studovala na gymnáziu v Táboře, kde v roce 1970 maturovala. V roce 1975 absolvovala Právnickou fakultu Univerzity Karlovy. V letech 1970–1990 pracovala jako podniková právnička, převážně v zemědělských organizacích. V roce 1988 složila na PF UK rigorózní zkoušku a byl jí udělen titul JUDr. Mimo to se aktivně zabývala hudbou, působila jako zpěvačka lidových písní.
Profesně je k roku 1990 uváděna jako právnička Státního plemenářského podniku, bytem Sezimovo Ústí.

## Politická kariéra
V roce 1989 spoluzakládala Občanské fórum (OF) v Táboře.
V lednu 1990 zasedla v rámci procesu kooptací do Federálního shromáždění po sametové revoluci do Sněmovny lidu (volební obvod č. 40 – Tábor, Jihočeský kraj) jako bezpartijní poslankyně, respektive za Občanské fórum. Ve volbách roku 1990 nastoupila do české části Sněmovny národů, za OF. Stala se členkou Liberálního klubu OF. V průběhu volebního období přešla do poslaneckého klubu ODA, jejíž členkou se stala v prosinci 1991. Ve federálním parlamentu zasedala do konce funkčního období, tedy do voleb roku 1992. Byla členkou ústředního sněmu a předsedkyní bezpečnostní sekce, členkou ústavně právního výboru FS a po volbách v červnu 1990 působila v branném a bezpečnostním výboru FS, mandátovém a imunitním výboru FS a byla členkou komise pro dohled nad odsunem sovětských vojsk.
Od podzimu 1992 Parkanová pracovala na Ministerstvu zahraničních věcí a posléze na Ministerstvu vnitra jako ředitelka odboru. Po abdikaci Jana Kalvody byla jmenována ministryní spravedlnosti ČR a po podání demise s ostatními ministry za ODA a demisi vlády Václava Klause 30. listopadu 1997 ji Josef Tošovský 2. ledna 1998 znovu jmenoval ministryní spravedlnosti (mimo jiné prosadila zveřejnění Obchodního rejstříku na internetu). Dne 2. prosince 1997 postoupila z kandidátky ODA do Poslanecké sněmovny Parlamentu ČR, když nahradila odstoupivšího Miroslava Leštinu.
Ve volbách do Poslanecké sněmovny PČR v roce 1998 byla zvolena jako nezávislá na kandidátce KDU-ČSL. V červenci roku 2001 vstoupila do KDU-ČSL. Byla předsedkyní Poslaneckého klubu KDU-ČSL. Ve volbách do Senátu PČR v roce 2004 neúspěšně kandidovala za KDU-ČSL v senátním obvodu č. 13 – Tábor. Se ziskem 17,10 % hlasů skončila na 3. místě, a nepostoupila tak do druhého kola voleb.
Podle průzkumu agentury STEM byla Vlasta Parkanová od září 2006 do dubna 2007 nejpopulárnějším politikem v Česku.

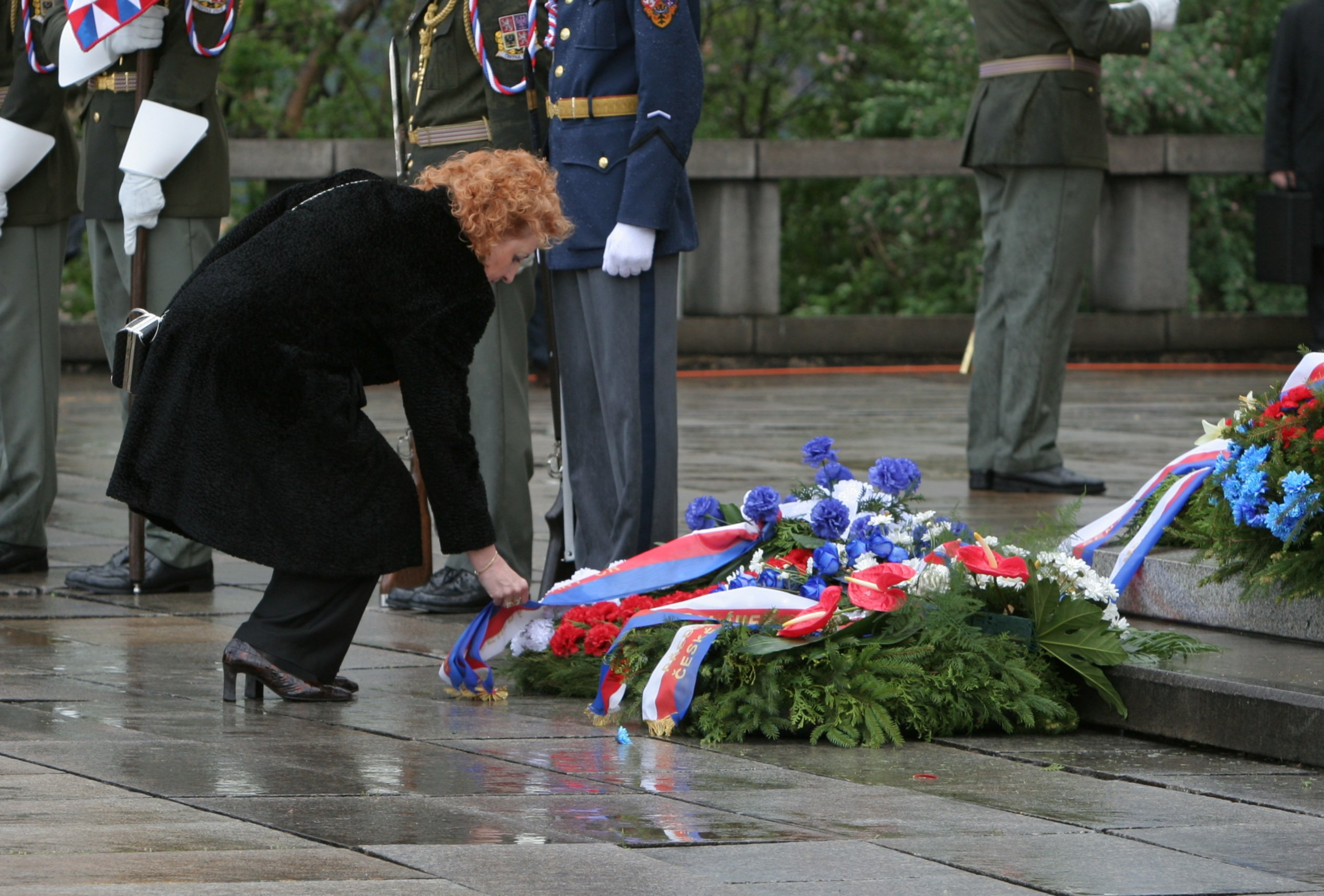
Vlasta Parkanová klade věnce u Národního památníku na Vítkově

V lednu 2007 se stala ministryní obrany v druhé Topolánkově vládě. V této funkci prosazovala především vybudování americké vojenské základny v Brdech jako součást systému protiraketové obrany USA. V červnu 2007 při setkání s prezidentem USA mu předala dárek v podobě oslavné písně, kterou nazpívala společně s Janem Vyčítalem. Jedná se o pozměněnou píseň Pozdrav astronautovi z období socialistického realismu (nazpívanou poprvé Gustavem Bromem), která je známa spíše pod názvem „Dobrý den, majore Gagarine“, která ve společnosti vyvolala značnou diskusi a především značný posměch.
V červnu 2009 ohlásila svůj odchod z KDU-ČSL. Na podzim roku 2009 byla Vlasta Parkanová lídryní kandidátky TOP 09 v Jihočeském kraji pro neuskutečněné předčasné volby do Poslanecké sněmovny PČR. Do dolní komory českého parlamentu nakonec byla za TOP 09 zvolena v řádných volbách v roce 2010.
Ve volbách do Poslanecké sněmovny PČR v roce 2013 již nekandidovala.

## Trestní stíhání
Policie dospěla k závěru, že Parkanová je podezřelá z nezákonného jednání v souvislosti s nákupem armádních letounů CASA. Detektivové protikorupční služby chtěli Parkanovou obvinit ze zneužití pravomoci úřední osoby a porušení povinnosti při správě cizího majetku. Dne 13. června 2012 požádali Poslaneckou sněmovnu, aby poslankyně TOP 09 byla vydána k trestnímu stíhání. Policie chtěla stíhat Parkanovou údajně kvůli tomu, že nenechala udělat znalecký posudek k ověření ceny letounů. Tím měla stát připravit o 658 milionů korun, což je rozdíl mezi kupní cenou a později dopracovaným znaleckým odhadem. Poslanecká sněmovna rozhodla 11. července vydat Parkanovou trestnímu stíhání a ta následně rezignovala na funkci místopředsedkyně Poslanecké sněmovny, ale nikoli na poslanecký mandát.
Obvodní soud pro Prahu 6 v září 2016 vrátil obžalobu ve věci nákupu letounů CASA zpět státnímu zástupci k došetření. Nový soud ve věci začal na jaře 2017, odročen ale byl na srpen toho roku. V říjnu 2020 Parkanovou tento soud nepravomocně zprostil obžaloby. V odůvodnění soud uvedl, že posudek, o nějž se celou dobu opírala obžaloba, byl „metodicky a věcně nesprávný“. Posudek byl vypracován šéfem firmy American Apraisal Jiřím Krchem, který před rokem 1989 pracoval jako rozvědčík Státní bezpečnosti. V říjnu roku 2021 tento verdikt pravomocně potvrdil Městský soud v Praze. Parkanová i její někdejší podřízený Jiří Staněk byli tedy zproštěni obžaloby. Podle některých názorů mohla kauza CASA být vyrobena na politickou objednávku s cílem bývalou ministryni spravedlnosti úplně na veřejnosti zničit. Ministerstvo spravedlnosti jí vyplatilo odškodné 1,6 milionu korun. Parkanová následně podala žalobu, v níž požadovala odškodné téměř 9 milionů korun po Obvodním soudu pro Prahu 2.